# Himertosoma pictum
Himertosoma pictum là một loài tò vò trong họ Ichneumonidae.